# Vernonia gymnoclada
Vernonia gymnoclada là một loài thực vật có hoa trong họ Cúc. Loài này được Collett & Hemsl. miêu tả khoa học đầu tiên.